# Wiesław Zdort
Wiesław Zdort (ur. 27 kwietnia 1931 w Warszawie, zm. 14 stycznia 2019 tamże) – polski operator filmowy, profesor sztuk filmowych.

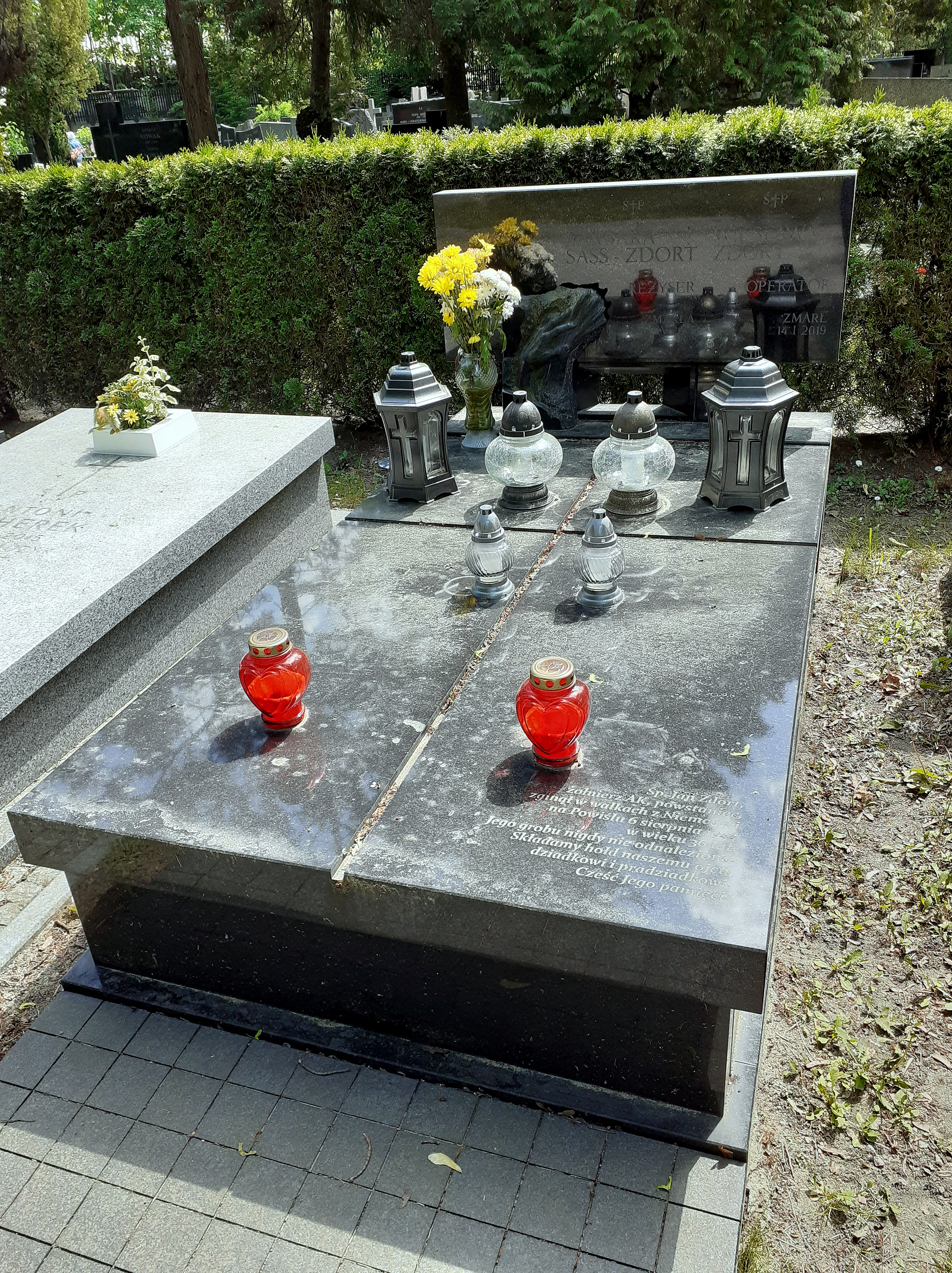
Grobowiec Barbary i Wiesława Zdortów

Był autorem zdjęć do wielu wybitnych dzieł polskiej kinematografii, m.in. Dekalogu I Krzysztofa Kieślowskiego, Soli ziemi czarnej Kazimierza Kutza czy oraz fotosów do Popiołu i diamentu i zdjęć do Przekładańca Andrzeja Wajdy. Był także operatorem wszystkich filmów swojej żony Barbary Sass-Zdort oraz wielu obrazów Stanisława Jędryki (m.in. serial Szaleństwo Majki Skowron), Jerzego Kawalerowicza (m.in. Faraon), Janusza Majewskiego (m.in. serial Zazdrość i medycyna), Stanisława Barei (Brunet wieczorową porą), Feliksa Falka, Wojciecha Marczewskiego, Henryka Kluby (m.in. Chudy i inni) oraz Janusza Nasftera.

## Życiorys
Absolwent Wydziału Operatorskiego PWSF w Łodzi (1956, dyplom w 1979). Pracę rozpoczął w 1957 jako asystent operatora. Od 1987 wykładał w Państwowej Wyższej Szkole Filmowej, Telewizyjnej i Teatralnej w Łodzi, tworząc nierozdzielną parę wykładowców z innym wybitnym operatorem Jackiem Korcellim. W 1995 otrzymał tytuł profesora sztuk filmowych.
Dwukrotnie (1966 i 1970) otrzymał nagrodę państwową I stopnia oraz nagrodę ministra kultury i sztuki III stopnia. Także dwa razy był nagrodzony na festiwalu w Łagowie – w 1970 roku za zdjęcia do filmu Sól ziemi czarnej Kutza i w 1972 za Słońce wschodzi raz na dzień Kluby. W 1995 nagrodzony za zdjęcia do filmu Pokuszenie na Festiwalu Polskich Filmów Fabularnych w Gdyni. W roku 2005 wraz z Kazimierzem Kutzem otrzymał nagrodę dla polskiego duetu reżyser – operator na Międzynarodowym Festiwalu Sztuki Autorów Zdjęć Filmowych „Camerimage” w Łodzi.
Był mężem reżysera i scenarzystki filmowej Barbary Sass-Zdort. Ojciec dziennikarza Dominika i prawnika Pawła.
Zmarł w wieku 88 lat. Został pochowany w Alei Zasłużonych na Powązkach Wojskowych (kwatera G-tuje-14).

## Filmografia
- 2000 Syzyfowe prace (współpraca realizatorska, zdjęcia)

Syzyfowe prace (serial TV) (współpraca realizatorska, zdjęcia)
- 1999 Jak narkotyk (zdjęcia)
- 1995 Pokuszenie (zdjęcia)
- 1994 Zawrócony (zdjęcia)

Śmierć jak kromka chleba (zdjęcia)
- 1993 Tylko strach (zdjęcia)

Straszny sen Dzidziusia Górkiewicza (zdjęcia)
- 1993 Pajęczarki (scenariusz, zdjęcia, fotosy)
- 1990 Pas de deux (zdjęcia)

Historia niemoralna (zdjęcia)
- 1989 Jeniec Europy (zdjęcia)
- 1988 Dekalog I (zdjęcia)
- 1987 W klatce (zdjęcia)
- 1986 Pies na środku drogi (zdjęcia)

Nikt nie jest winien (zdjęcia)
Kino objazdowe (zdjęcia, operator kamery)
- 1985 Wkrótce nadejdą bracia (zdjęcia)

Rajska jabłoń (zdjęcia)
Dziewczęta z Nowolipek (zdjęcia)
- 1984 Idol (zdjęcia)
- 1983 Na straży swej stać będę (zdjęcia)
- 1982 Krzyk (zdjęcia)
- 1981 Miłość ci wszystko wybaczy (zdjęcia)

Debiutantka (zdjęcia)
- 1980 Ukryty w słońcu (zdjęcia)

Bez miłości (zdjęcia)
- 1979 Paciorki jednego różańca (zdjęcia)
- 1978 Zmory (zdjęcia)

Zielona miłość (miniserial TV) (zdjęcia)
Sowizdrzał świętokrzyski (zdjęcia)
- 1976 Szaleństwo Majki Skowron (serial TV) (zdjęcia)

Najlepsze w świecie (zdjęcia)
Brunet wieczorową porą (zdjęcia)
- 1975 Tylko Beatrycze (zdjęcia)
- 1974 Opowieść w czerwieni (zdjęcia)

Głowy pełne gwiazd (zdjęcia)
- 1973 Zazdrość i medycyna (zdjęcia)

Stracona noc (zdjęcia)
Dziewczyna i gołębie (zdjęcia)
- 1972 Ten okrutny, nikczemny chłopak (zdjęcia)
- 1971 System (zdjęcia)

Markheim (zdjęcia)
Okno zabite deskami (w Klasyce światowej) (zdjęcia)
5 i 1/2 Bladego Józka (zdjęcia)
- 1970 Doktor Ewa (serial TV, odcinki: 1-2, 6-7) (zdjęcia)
- 1969 Sól ziemi czarnej (zdjęcia}
- 1968 Przekładaniec (zdjęcia)

Molo (zdjęcia)
- 1967 Stajnia na Salvatorze (zdjęcia)

Słońce wschodzi raz na dzień (zdjęcia)
- 1966 Marysia i Napoleon (zdjęcia)

Chudy i inni (zdjęcia)
- 1965 Faraon (zdjęcia – współpraca)
- 1964 Upał (zdjęcia)
- 1963 Smarkula (zdjęcia)

Milczenie (zdjęcia)
- 1961 Tarpany (zdjęcia)

Samson (operator kamery)
- 1960 Szklana góra (operator kamery)

Rok pierwszy operator kamery)
Niewinni czarodzieje (współpraca operatorska)
- 1959 Pociąg (operator kamery)
- 1958 Popiół i diament (współpraca operatorska)

Orzeł (współpraca operatorska)
- 1957 Eroica (współpraca operatorska)

## Odznaczenia
- 2011: Krzyż Oficerski Orderu Odrodzenia Polski[5]